# Surjkî, Velîka Bahacika
Surjkî (în ucraineană Суржки) este un sat în comuna Șîroka Dolîna din raionul Velîka Bahacika, regiunea Poltava, Ucraina.

## Demografie
Componența lingvistică a localității Surjkî
     Ucraineană (98,01%)
     Rusă (1,99%)
Conform recensământului din 2001, majoritatea populației localității Surjkî era vorbitoare de ucraineană (98,01%), existând în minoritate și vorbitori de rusă (1,99%).